# Hån, Jämtland
Hån är en sjö i Bergs kommun i Jämtland och ingår i Indalsälvens huvudavrinningsområde. Sjön har en area på 0,24 kvadratkilometer och ligger 851,5 meter över havet. Sjön avvattnas av vattendraget Lekarån. Vid provfiske har elritsa och öring fångats i sjön.

## Delavrinningsområde
Hån ingår i det delavrinningsområde (698779-139698) som SMHI kallar för Utloppet av Hån. Medelhöjden är 991 meter över havet och ytan är 2,95 kvadratkilometer. Räknas de 11 avrinningsområdena uppströms in blir den ackumulerade arean 34,71 kvadratkilometer. Lekarån som avvattnar avrinningsområdet har biflödesordning 3, vilket innebär att vattnet flödar genom totalt 3 vattendrag innan det når havet efter 329 kilometer. Avrinningsområdet består mestadels av kalfjäll (88 procent). Avrinningsområdet har 0,24 kvadratkilometer vattenytor vilket ger det en sjöprocent på 8,2 procent.